# Sévigné (inslagkrater)
Sévigné is een inslagkrater op de planeet Venus. Sévigné werd in 1985 genoemd naar de Franse schrijfster Madame de Sévigné (1626–1696).
De krater heeft een diameter van 29,6 kilometer en bevindt zich in het quadrangle Lakshmi Planum (V-7) in de laagvlakte Sedna Planitia.